# Amherstia
Amherstia é um género botânico pertencente à família Fabaceae, conhecido em inglês como Pride of Burma (em português:  Orgulho de Burma). É uma árvore tropical, mais conhecida por suas flores. É chamada na Língua birmanesa de thawka-gyi e cultivada como planta ornamental em áreas tropicais úmidas.